# WWE Draft 2021
Il Draft 2021 è la sedicesima edizione del WWE Draft, evento grazie al quale i wrestler WWE si scambiano i roster di appartenenza. L'evento si divise nelle due serate dell'1 e 4 ottobre 2021 e i risultati diventarono effettivi il 22 ottobre 2021, il giorno dopo la disputa di Crown Jewel 2021.

## Risultati

### 1º ottobre (SmackDown)
| Round | Wrestler                                                           | Brand pre-draft | Brand post-draft | Note                                                                            |
| ----- | ------------------------------------------------------------------ | --------------- | ---------------- | ------------------------------------------------------------------------------- |
| 1     | Roman Reigns                                                       | SmackDown       | SmackDown        | WWE Universal Champion                                                          |
| 1     | Big E                                                              | Raw             | Raw              | WWE Champion. Il 29 gennaio 2022 la WWE trasferì Big E nel roster di SmackDown. |
| 1     | Charlotte Flair                                                    | Raw             | SmackDown        | WWE Raw Women's Champion                                                        |
| 1     | Bianca Belair                                                      | SmackDown       | Raw              |                                                                                 |
| 2     | Drew McIntyre                                                      | Raw             | SmackDown        |                                                                                 |
| 2     | RK-Bro                                                             | Raw             | Raw              | WWE Raw Tag Team Champions                                                      |
| 2     | The New Day                                                        | Raw             | SmackDown        |                                                                                 |
| 2     | Edge                                                               | Free agent      | Raw              | WWE Hall of Famer                                                               |
| 3     | Happy Corbin e Madcap Moss                                         | SmackDown       | SmackDown        |                                                                                 |
| 3     | Nikki A.S.H. e Rhea Ripley                                         | Raw             | Raw              | WWE Women's Tag Team Champions                                                  |
| 3     | Hit Row (Ashante Adonis, B-Fab, Isaiah "Swerve" Scott e Top Dolla) | NXT             | SmackDown        | NXT North American Champion (Scott)                                             |
| 3     | Keith "Bearcat" Lee                                                | Raw             | Raw              |                                                                                 |
| 4     | Naomi                                                              | SmackDown       | SmackDown        |                                                                                 |
| 4     | Rey Mysterio & Dominik Mysterio                                    | SmackDown       | Raw              |                                                                                 |
| 4     | Jeff Hardy                                                         | Raw             | SmackDown        | Il 9 dicembre 2021 è stato licenziato.                                          |
| 4     | Austin Theory                                                      | NXT             | Raw              |                                                                                 |

### 2 ottobre (Talking Smack)
| Wrestler                       | Brand pre-draft | Brand post-draft | Note              |
| ------------------------------ | --------------- | ---------------- | ----------------- |
| Aliyah                         | NXT             | SmackDown        |                   |
| Drew Gulak                     | Raw             | SmackDown        |                   |
| Mace                           | Raw             | SmackDown        |                   |
| Mansoor                        | Raw             | SmackDown        |                   |
| Mustafa Ali                    | Raw             | SmackDown        |                   |
| Toni Storm                     | SmackDown       | SmackDown        |                   |
| Reggie                         | Raw             | Raw              | WWE 24/7 Champion |
| Akira Tozawa                   | Raw             | Raw              |                   |
| Alpha Academy                  | SmackDown       | Raw              |                   |
| Apollo Crews e Commander Azeez | SmackDown       | Raw              |                   |
| Doudrop                        | Raw             | Raw              |                   |
| Drake Maverick                 | NXT             | Raw              |                   |
| John Morrison                  | Raw             | Raw              |                   |
| T-Bar                          | Raw             | Raw              |                   |
| Nia Jax                        | Raw             | Raw              |                   |
| R-Truth                        | Raw             | Raw              |                   |
| Zelina Vega                    | SmackDown       | Raw              |                   |

### 4 ottobre (Raw)
| Round | Wrestler                        | Brand pre-draft | Brand post-draft | Note |
| ----- | ------------------------------- | --------------- | ---------------- | --- |
| 1     | Becky Lynch                     | SmackDown       | Raw              | WWE SmackDown Women's Champion |
| 1     | The Usos                        | SmackDown       | SmackDown        | WWE SmackDown Tag Team Champions |
| 1     | Bobby Lashley                   | Raw             | Raw              | |
| 1     | Sasha Banks                     | SmackDown       | SmackDown        | |
| 2     | Seth Rollins                    | SmackDown       | Raw              | |
| 2     | King Nakamura e Rick Boogs      | SmackDown       | SmackDown        | WWE Intercontinental Champion (King Nakamura) |
| 2     | Damian Priest                   | Raw             | Raw              | WWE United States Champion |
| 2     | Sheamus                         | Raw             | SmackDown        | |
| 3     | AJ Styles e Omos                | Raw             | Raw              | |
| 3     | Shayna Baszler                  | Raw             | SmackDown        | |
| 3     | Kevin Owens                     | SmackDown       | Raw              | |
| 3     | Xia Li                          | NXT             | SmackDown        | |
| 4     | The Street Profits              | SmackDown       | Raw              | |
| 4     | The Viking Raiders              | Raw             | SmackDown        | |
| 4     | Finn Bálor                      | SmackDown       | Raw              | |
| 4     | Ricochet                        | Raw             | SmackDown        | |
| 5     | Karrion Kross                   | Raw             | Raw              | |
| 5     | Angel Garza e Humberto Carrillo | Raw             | SmackDown        | |
| 5     | Alexa Bliss                     | Raw             | Raw              | |
| 5     | Cesaro                          | SmackDown       | SmackDown        | Il 28 febbraio 2022 gli scadde il contratto e non ci fu un rinnovo. |
| 6     | Carmella                        | SmackDown       | Raw              | |
| 6     | Sami Zayn                       | SmackDown       | SmackDown        | |
| 6     | Gable Steveson                  | Fuori WWE       | Raw              | Il 14 dicembre, a Raw, Steveson fece il suo debutto in WWE dove strinse la mano a Bobby Lashley; Non fece mai il suo debutto nel ring e manco nel roster di Raw e non partecipò al Draft 2023 |
| 6     | Ridge Holland                   | NXT             | SmackDown        | |

### 5 ottobre (Raw Talk)
| Wrestler                            | Brand pre-draft | Brand post-draft | Note |
| ----------------------------------- | --------------- | ---------------- | ---- |
| Dana Brooke                         | Raw             | Raw              |      |
| Dolph Ziggler e Robert Roode        | SmackDown       | Raw              |      |
| Cedric Alexander e Shelton Benjamin | Raw             | Raw              |      |
| Jaxson Ryker                        | Raw             | Raw              |      |
| Jinder Mahal e Shanky               | Raw             | SmackDown        |      |
| Liv Morgan                          | SmackDown       | Raw              |      |
| Mia Yim                             | NXT             | Raw              |      |
| The Miz                             | Raw             | Raw              |      |
| Natalya                             | SmackDown       | SmackDown        |      |
| Shotzi                              | SmackDown       | SmackDown        |      |
| Tamina                              | SmackDown       | Raw              |      |
| Tegan Nox                           | SmackDown       | Raw              |      |
| Veer                                | Raw             | Raw              |      |

## Free agent
| Wrestler          | Brand pre-draft | Brand post-draft | Note                                                       |
| ----------------- | --------------- | ---------------- | ---------------------------------------------------------- |
| Asuka             | Raw             |                  |                                                            |
| Bayley            | SmackDown       |                  |                                                            |
| Brock Lesnar      | Free agent      | Free agent       | Nella prima serata del draft Lesnar si dichiarò free agent |
| Elias             | Raw             |                  |                                                            |
| Eva Marie         | Raw             |                  |                                                            |
| John Cena         | Free agent      |                  |                                                            |
| Lacey Evans       | Raw             |                  |                                                            |
| Lucha House Party | Raw             |                  |                                                            |
| Maryse            | —               |                  |                                                            |
| Shane Thorne      | SmackDown       |                  |                                                            |
| Titus O'Neil      | Raw             |                  |                                                            |